# Podnośnia statków Niederfinow

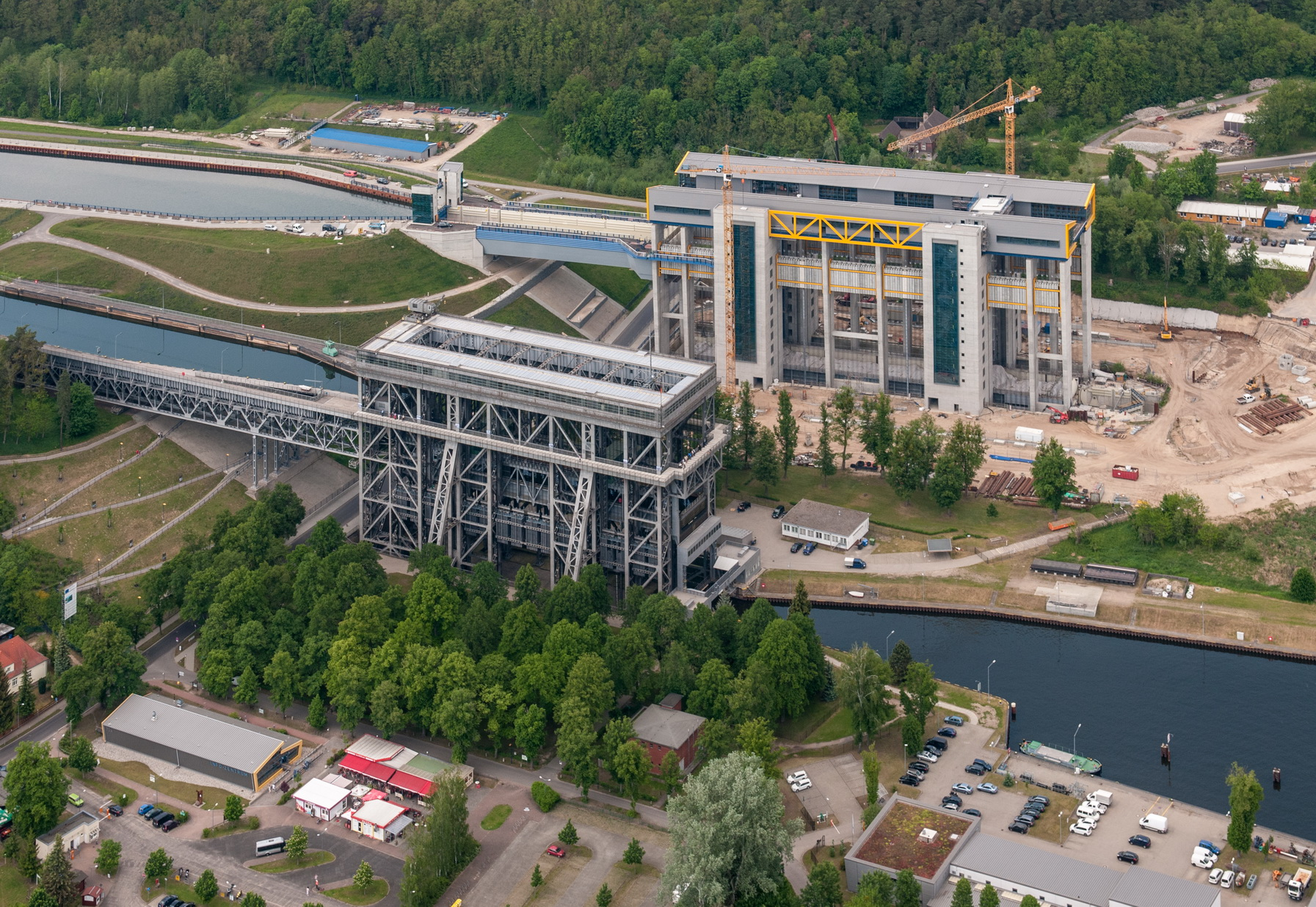
Widok na zespół podnośni Niederfinow. Podnośnia północna w budowie.

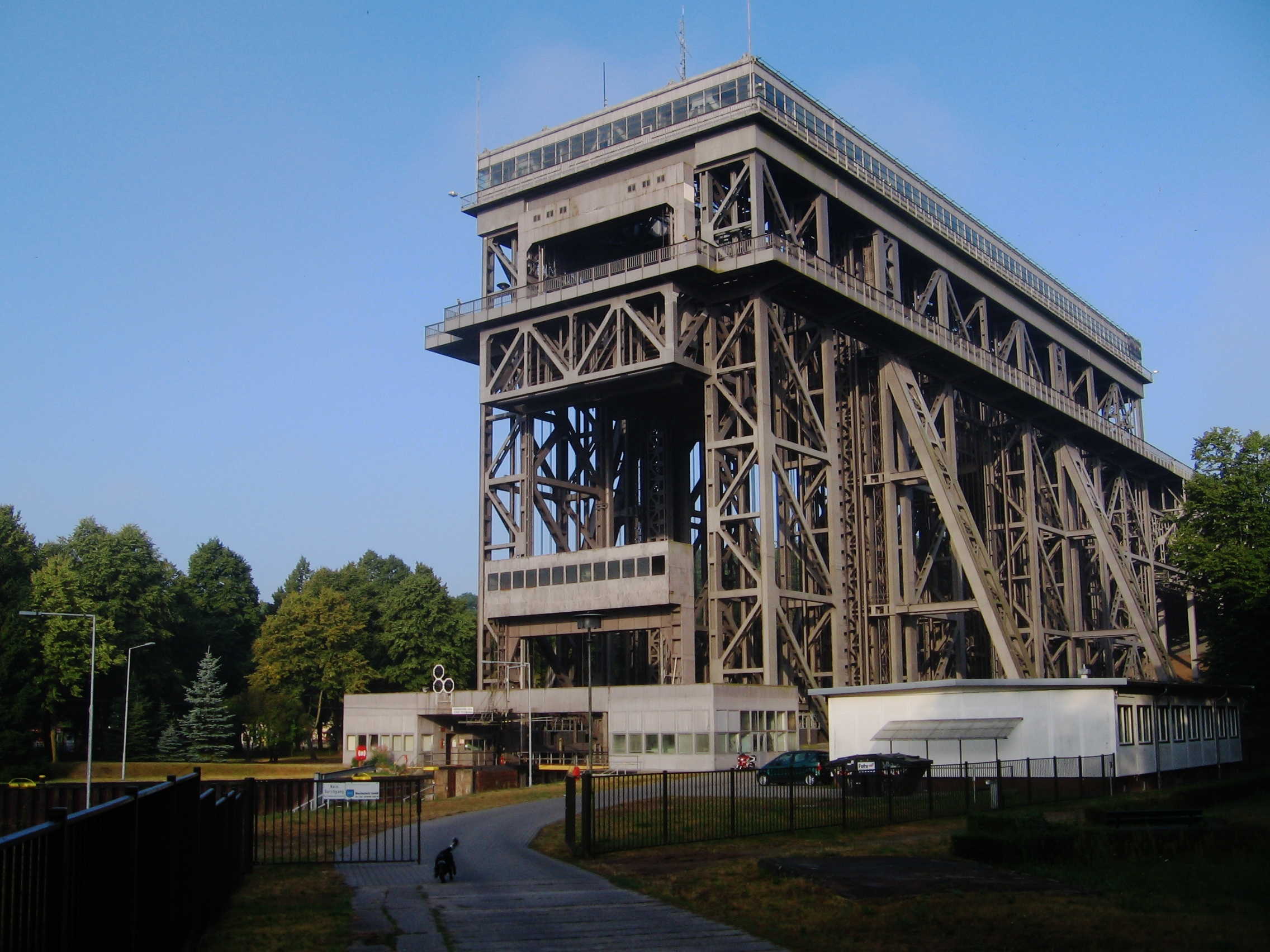
Widok na starą podnośnię od strony dolnego awanportu - kanału

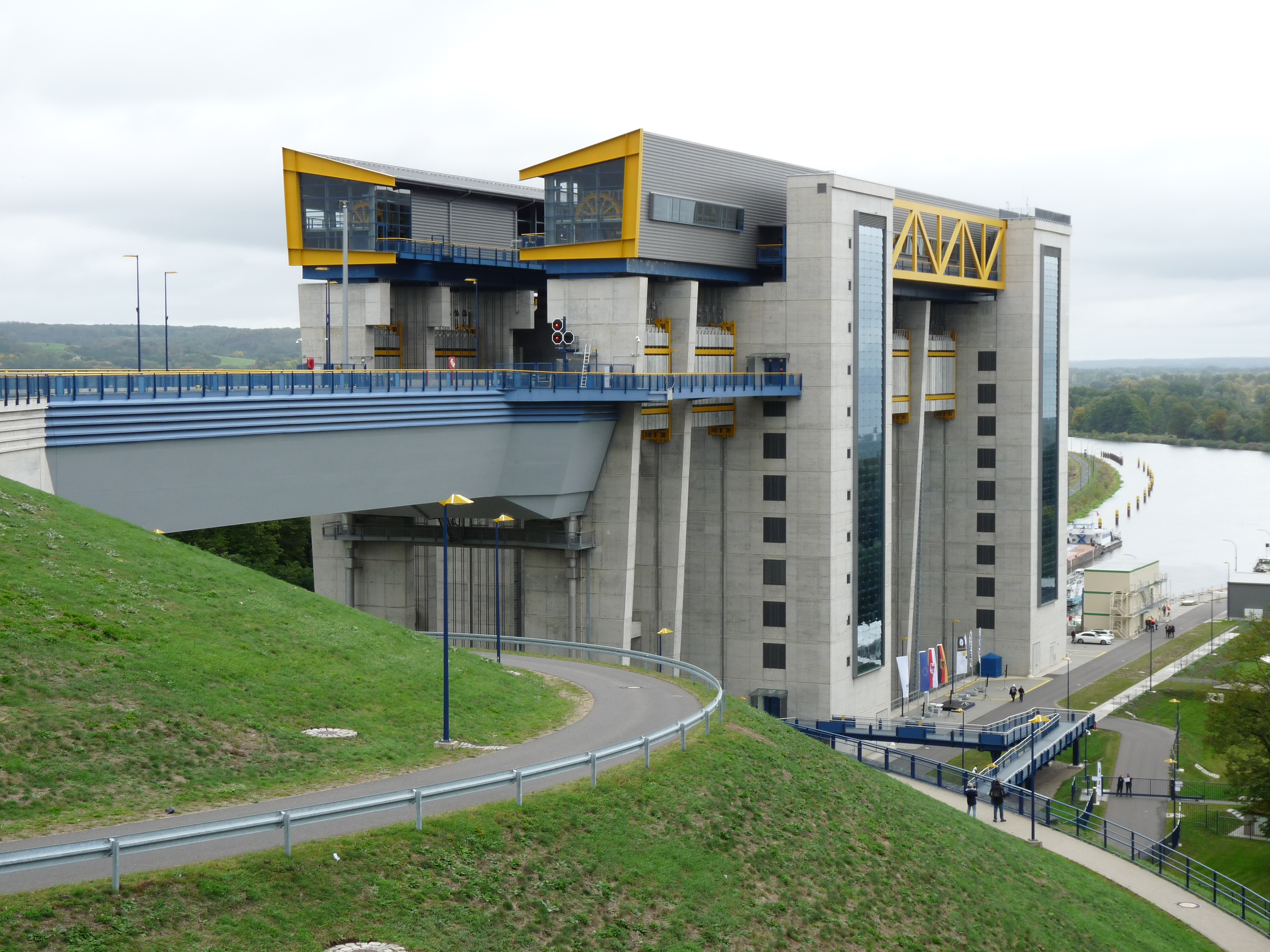
Podnośnia północna. Widok od strony górnego awanportu

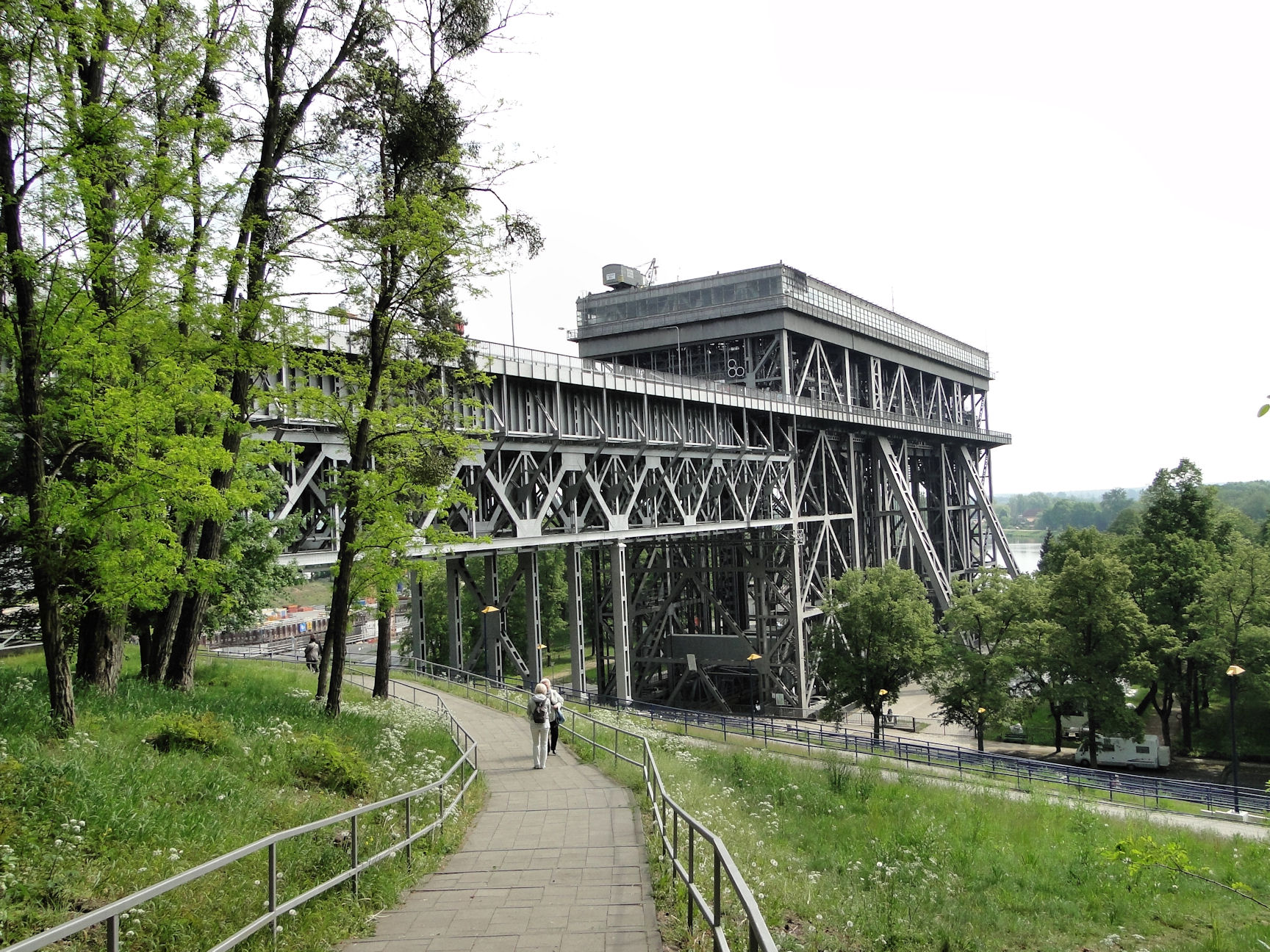
Widok na podnośnię od strony górnego awanportu

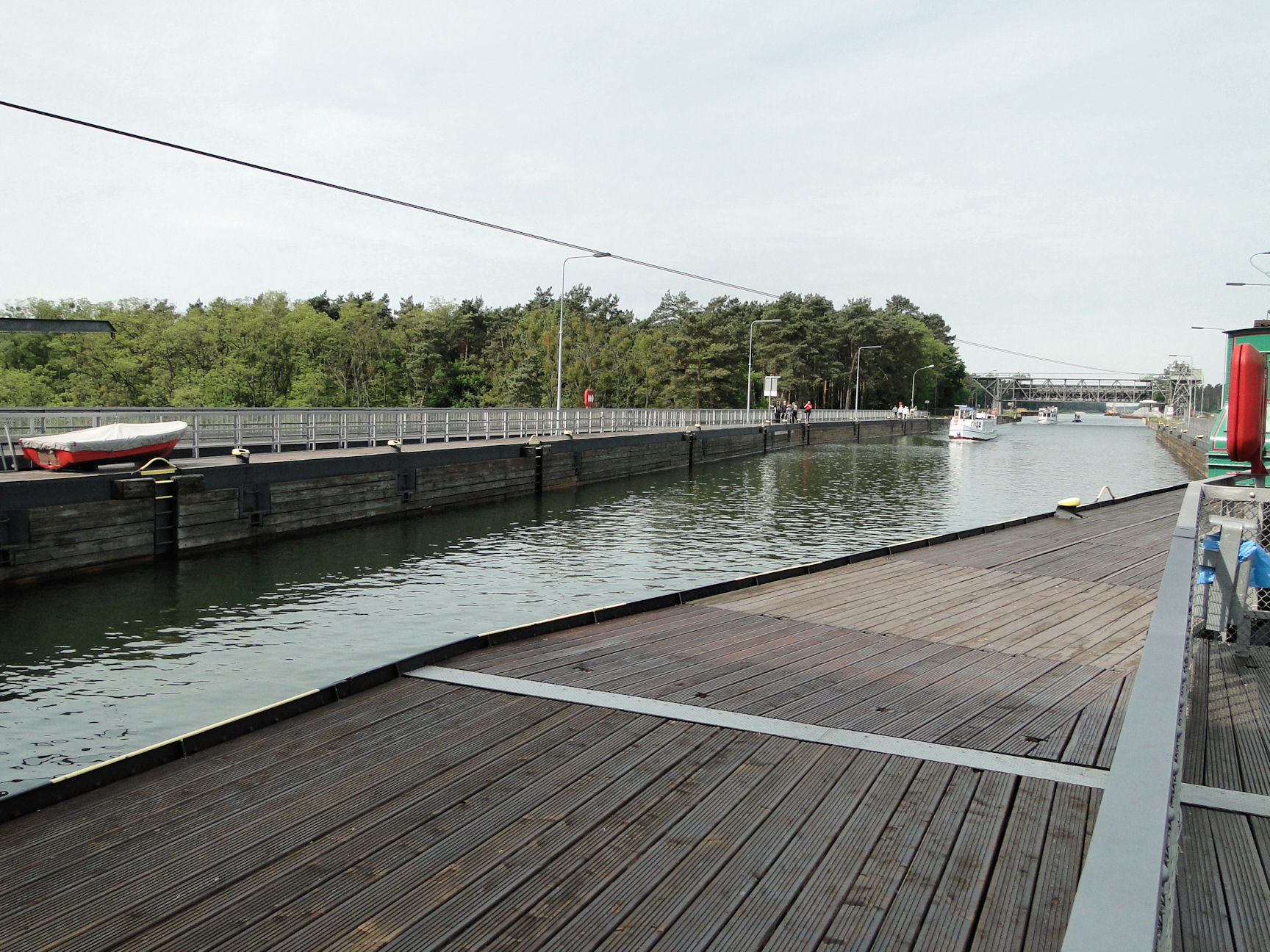
Górny awanport

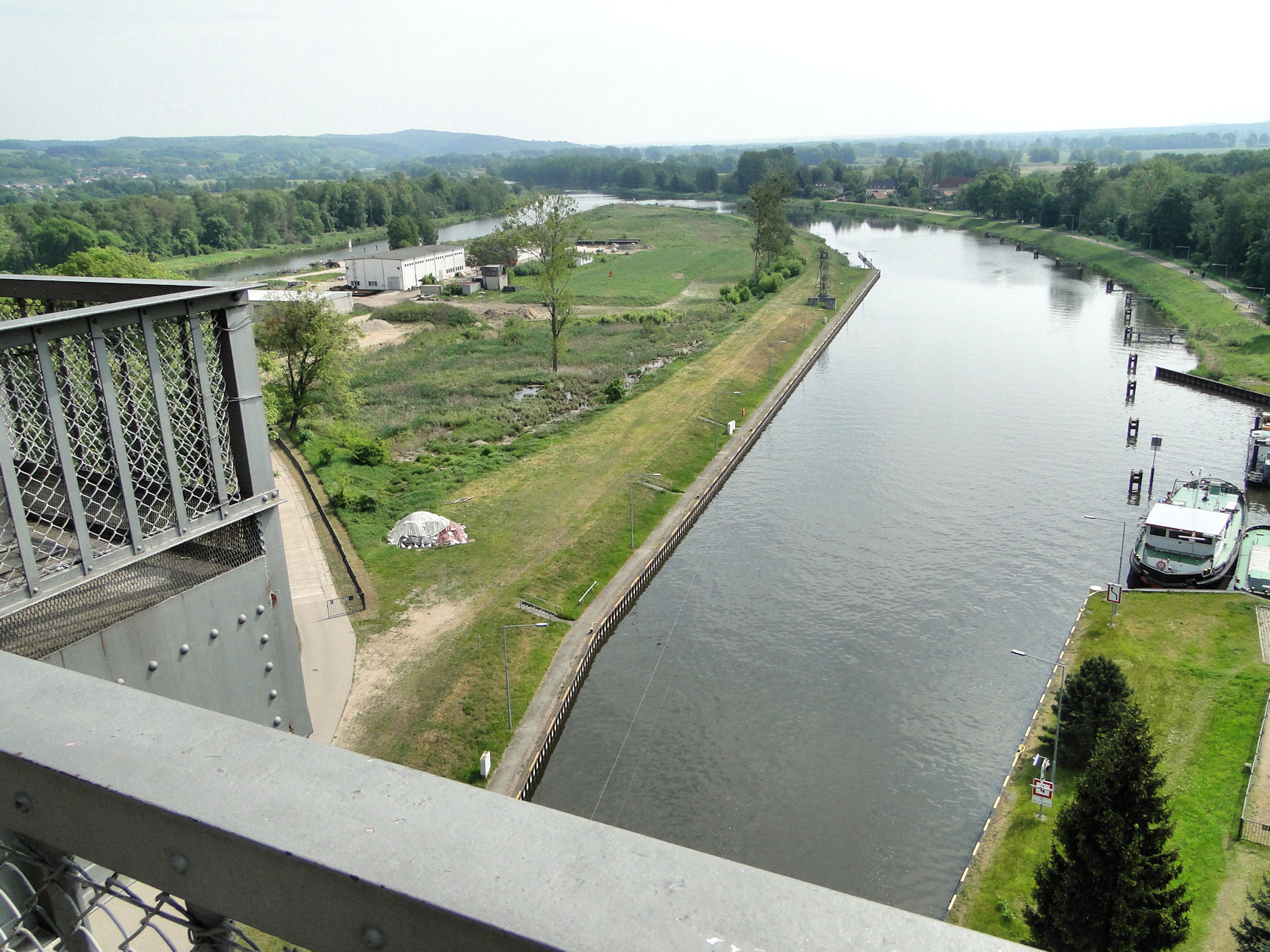
Widok ze szczytu podnośni na dolny awanport

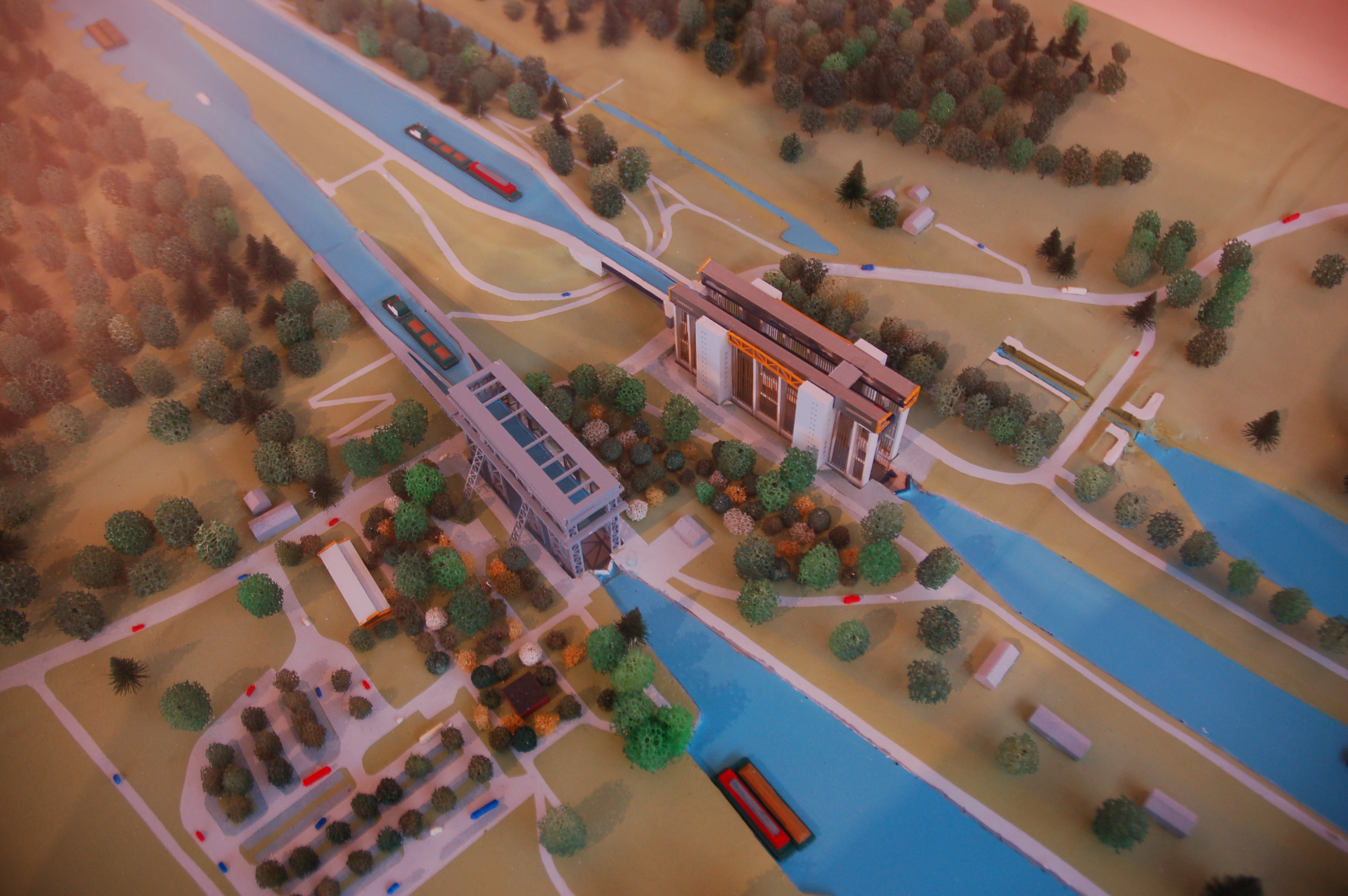
Widok starej i nowej podnośni (makieta)

Zespół podnośni statków Niederfinow – zespół dwu śluz windowych w pobliżu miejscowości Niederfinow na 78 kilometrze Kanału Odra-Hawela.
Na zespół składa się:
- Stara podnośnia statków Niederfinow[1] (niem. Schiffshebewerk Niederfinow)  – śluza windowa na Kanale Odra-Hawela w pobliżu miejscowości Niederfinow. Zbudowana została w latach 1927–1934 kosztem 27,5 miliona ówczesnych marek niemieckich. Różnica poziomów pomiędzy górnym a dolnym odcinkiem kanału wynosi 36 metrów. Różnicę tę statki pokonują w wypełnionej wodą olbrzymiej wannie, która jest podnoszona lub opuszczana za pomocą czterech mechanizmów zębatkowych. Zastosowano również przeciwwagi połączone z wanną systemem lin.

Podnośnia w Niederfinow jest najstarszą z czterech będących w czynnej eksploatacji podnośni w Niemczech. Podnośnia jest udostępniona do zwiedzania, a w pobliżu znajduje się niezbędna infrastruktura turystyczna.
- Nowa podnośnia statków Niedrefinow Północ (język niemiecki Schiffshebewerk Niederfinow Nord) Ze względu na wiek starej podnośni (21 marca 2014 obchodziła swoje 80 urodziny) oraz niedostateczne paramerty techniczne (przez co podnośnia stanowi „wąskie gardło” na Kanale Odra-Hawela), podjęto w 1992 decyzję o wybudowaniu obok istniejącej nowej podnośni  Niederfinow Północ. Prace ziemne nad nową śluzą rozpoczęto jesienią 1996. Przewidywany koszt urządzenia wynosił 285 mln euro. Oddanie do użytku nowej podnośni miało nastąpić pierwotnie w roku 2016, nastąpiło jednak dość znaczne opóźnienie i nie oddano jej do użytku również w roku 2017. Nowa podnośnia została otwarta 4 października 2022[2]. Jednak starsza podnośnia ma pozostać równolegle w użyciu do roku 2025[3]. Podnośnia Niederfinow Północ ma następujące parametry: długość wanny 115 metrów, szerokość wanny 12,50 metra, wysokość podnoszenia 36 metrów.

## Dane techniczne obu podnośni[4]
| Parametr                        | Stara podnośnia | Północna podnośnia |
| Wymiary budowli                 | Wymiary budowli | Wymiary budowli    |
| ------------------------------- | --------------- | ------------------ |
| wysokość                        | 52,00 m         | 54,55 m            |
| długość                         | 94,00 m         | 133,0 m            |
| szerokość                       | 27,00 m         | 46,40 m            |
| Materiał konstrukcyjny          |                 |                    |
| stal                            | 18 000 t        | 8900 t             |
| beton i żelbet                  | 72 000 m³       | 65 000 m³          |
| Wymiary użytkowe ruchomej wanny |                 |                    |
| długość                         | 82,50 m         | 115,00 m           |
| szerokość                       | 11,94 m         | 12,50 m            |
| maksymalna szerokość statku     | 9,50 m          | 11,45 m            |
| wysokość przejazdowa            | 4,10 m          | 5,25 m             |
| głębokość wody                  | 2,50 m          | 4,00 m             |
| Masa wanny                      |                 |                    |
| masa pustej wanny               | 1600 t          | 2785 t             |
| masa wanny z wodą               | 4290 t          | 9800 t             |
| Praca wanny                     |                 |                    |
| wysokość podnoszenia            | 36,00 m         | 36,00 m            |
| czas przejazdu                  | 5 min.          | 3 min              |
| prędkość                        | 12 cm/s         | 25 cm/s            |
| czas operacji śluz              | 20 min.         | 16,5 min.          |

## Galeria

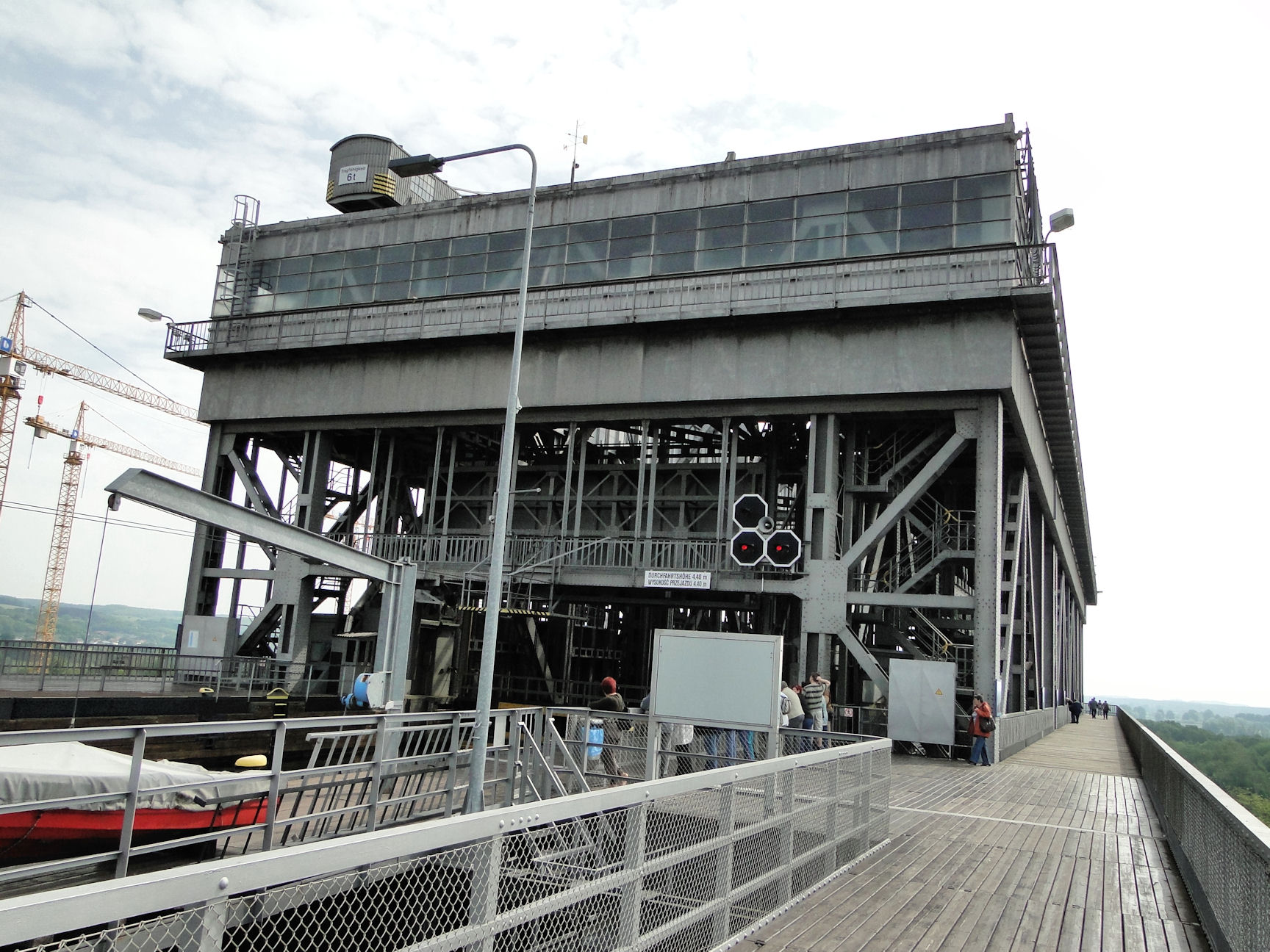
Widok na podnośnię z poziomu górnego kanału
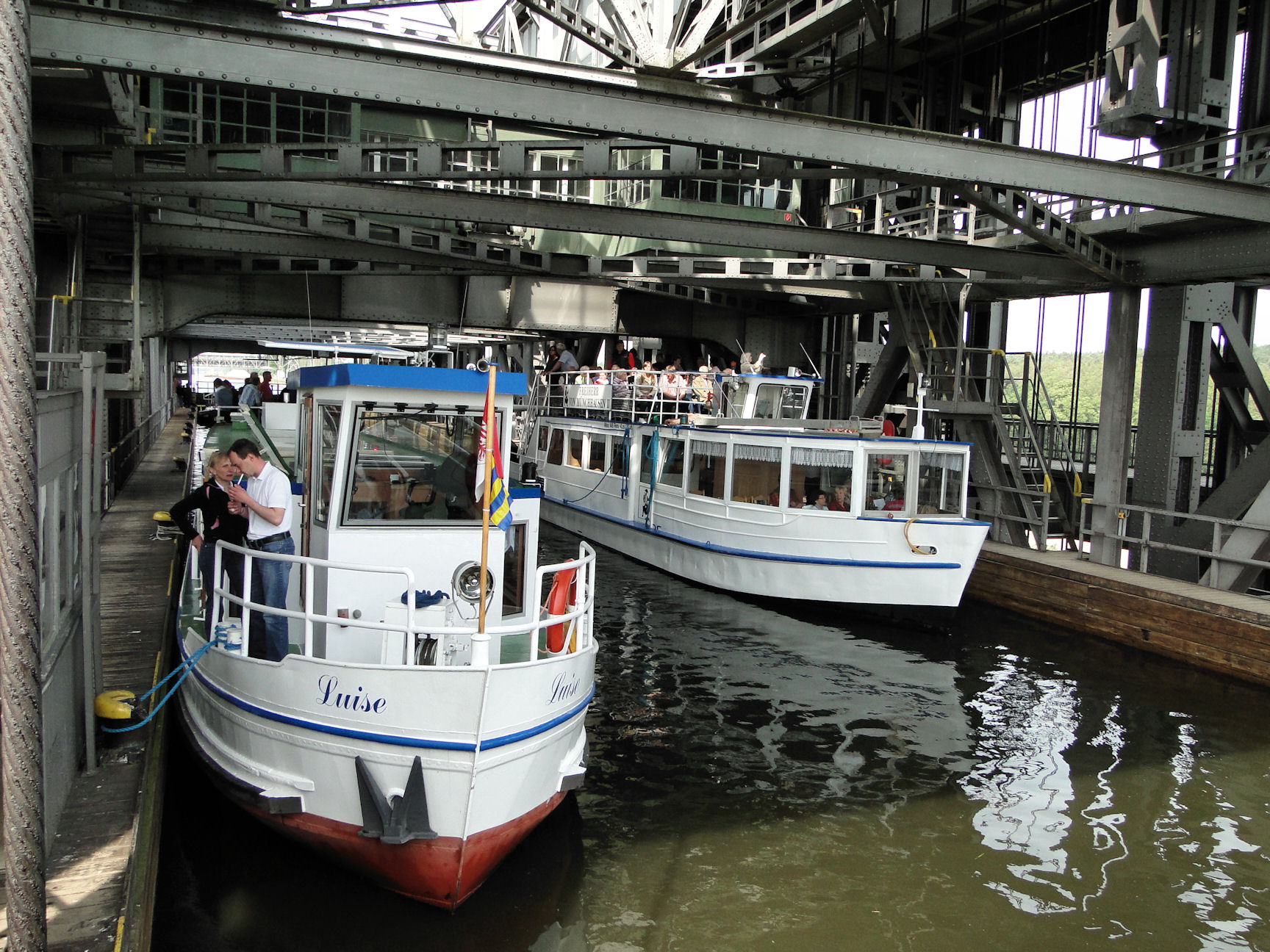
Ruchoma wanna ze statkami w górnym położeniu
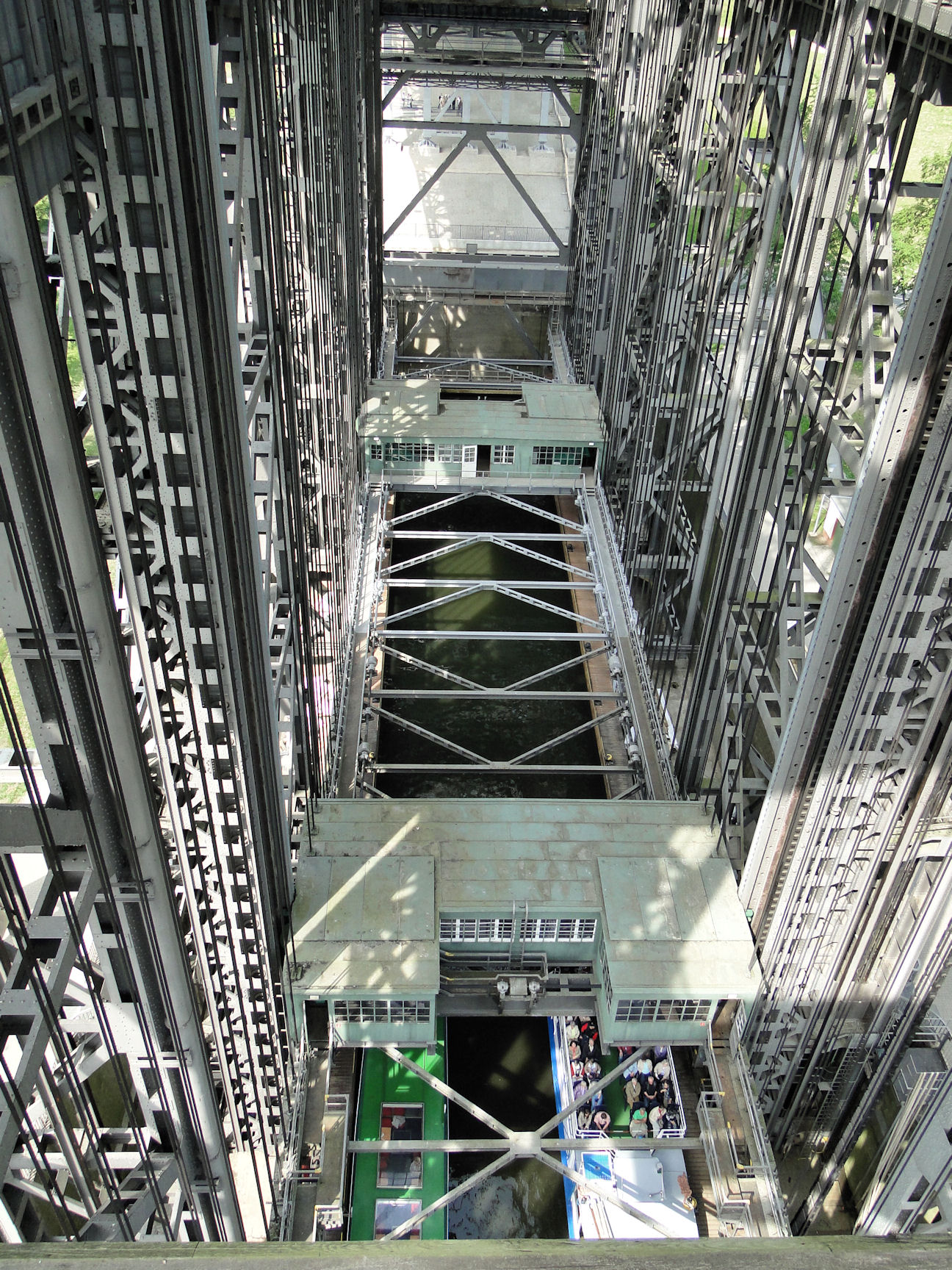
Ruchoma wanna ze statkami w dolnym położeniu
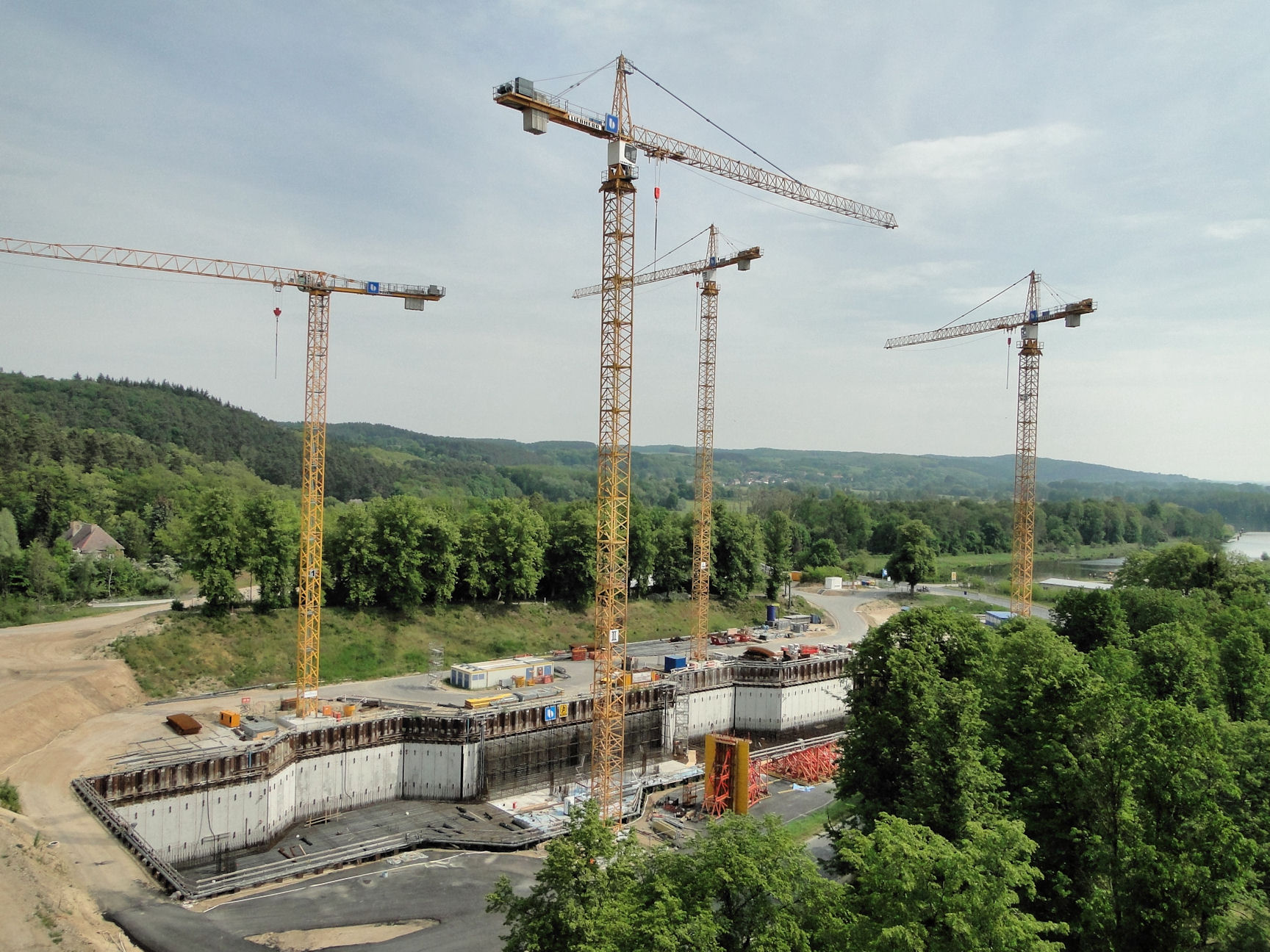
Nowa podnośnia (w budowie)